# Bilczyce
Bilczyce (prononciation : [bilˈt͡ʂɨt͡sɛ]) est une localité polonaise de la gmina de Gdów, située dans le powiat de Wieliczka en voïvodie de Petite-Pologne.